# Karpfenlaus
Die Karpfenlaus (Argulus foliacaeus) ist ein Fischparasit aus der Gruppe der Fischläuse oder Branchiura (Familie Argulidae) und ein Verursacher der Fischkrankheit Argulose.

## Merkmale
Argulus foliaceus besitzt wie alle Vertreter der Gattung einen dorsoventral (d. h. von oben nach unten) abgeflachten Körper, der aus zwei Abschnitten besteht. Der Kopf-Rumpf-Abschnitt oder Cephalothorax trägt auf der Oberseite einen breit ovalen Schild, der durch zwei nach hinten vorgezogene (posterolaterale) Lappen hinten in der Mitte etwas eingekerbt wirkt. Er bedeckt den Körper mit Ausnahme des Hinterleibs und alle Gliedmaßen mit Ausnahme des letzten Beinpaars. Auf der Oberseite des Dorsalschilds sitzen zwei auffallende und recht große, dunkel gefärbte Komplexaugen. Der ungegliederte Hinterleib (Abdomen) ist nach hinten in zwei breite Lappen ausgezogen. Von unten sichtbar sind am Vorderrand des Cephalothorax zwei recht kurze Antennenpaare, deren basale Glieder Dornen tragen. Die Mundöffnung sitzt auf einem verlängerten, vorstreckbaren „Rüssel“; vor diesem sitzt ein starker stilettartiger Dorn. Die gezähnten Mandibeln im Inneren des Rüssels sind von außen nicht sichtbar. Beim Saugvorgang bohrt die Karpfenlaus mit dem Dorn eine Wunde, sie injiziert dabei Giftstoffe bzw. Enzyme und saugt anschließend das austretende Blut auf. Auffallendstes Merkmal und hoch charakteristisch für die Gattung sind zwei komplex gebaute Saugnäpfe, die durch Umbildung der zweiten Maxillen entstanden sind und die seitlich des Mundes sitzen. Jugendstadien tragen an ihrer Stelle noch die mit Dornen versehenen Mundwerkzeuge, die bei den letzten Häutungen durch die Saugnäpfe ersetzt werden. Die dahinter sitzenden einästigen (uniramen) zweiten Maxillen tragen an ihrer Basis drei kräftige Dornen. Im hinteren Abschnitt des Cephalothorax vor dem Abdomen sitzen vier Paar zweiästige (birame) Beine, die als Schwimmbeine genutzt werden. Im seitlichen Abschnitt liegen hier zwei respiratorische Felder mit verdünnter Kutikula.
Die Gattung Argulus umfasst weltweit 129 Arten, von denen 85 im Süßwasser leben. Die acht paläarktischen Arten sind die einzigen hier lebenden Fischläuse. In Deutschland kommen, wie in ganz Mitteleuropa, nur drei Arten vor. Die Arten können wie folgt unterschieden werden: Argulus coregoni ist erheblich größer (fast doppelt so groß) wie die drei bis sieben Millimeter langen Karpfenläuse, außerdem sind die Loben des Hinterleibs am Ende zugespitzt, nicht abgerundet, und am Rand glatt, nicht mit kleinen Dörnchen besetzt wie bei foliaceus. Die Unterscheidung von der erst kürzlich mit Koi-Importen aus Japan eingeschleppten Argulus japonicus ist schwierig und insbesondere bei den Weibchen nicht immer mit letzter Sicherheit möglich. Die Männchen können eindeutig an der Form eines Fortsatzes an den Hüften (Coxen) ihrer Schwimmbeine bestimmt werden. Bei den Weibchen hilft nur die Kombination folgender Merkmale: Beine meist pigmentiert (seltener unpigmentiert und dann schwer von japonicus unterscheidbar), Abdominallappen hinten stärker abgerundet, die Einbuchtung dazwischen immer weniger als halb so lang wie das Abdomen. Das vierte Schwimmbeinpaar ist meist frei, bei japonicus meist vom Dorsalschild mitbedeckt.

## Verbreitung
Argulus foliaceus lebt in ganz Europa sowie West- und Zentralasien. Sie leben in stehenden und fließenden Gewässern aller Art, sofern Fische darin leben.

## Lebensweise
Die Karpfenlaus ist ein obligater, blutsaugender Ektoparasit von Fischen des Süßwassers, seltener des Brackwassers bis 12 Promille Salzgehalt. Sie ist wenig wirtsspezifisch und bei einer Vielzahl von Fischen aus zahlreichen Familien nachgewiesen, darunter Karpfen, Goldfisch, Hecht, Forelle und Regenbogenforelle, es liegen sogar einige Angaben für Befall von Amphibien vor. Sie kann sich mit ihren Dornen und Saugnäpfen überall am Fischkörper verankern, bevorzugt aber Kiemenhöhlen und -spalten. Die Tiere können ihren Wirt verlassen und aktiv frei umherschwimmen, dies tun Männchen (zur Paarung) und Weibchen (zur Eiablage) regelmäßig, Übergang zwischen verschiedenen Wirtsfischen kann bei nahem Kontakt auch zu anderen Zeiten erfolgen. Argulus foliaceus kann den Wirt blitzschnell verlassen, wenn der Wirtsfisch aus dem Wasser gehoben wird.

## Lebenszyklus
Karpfenläuse sind getrenntgeschlechtlich. Männchen und Weibchen sind an der Pigmentierung erkennbar, die Männchen tragen zwei dunkle Flecke auf den Abdominalloben, die Weibchen einen dunklen Fleckenstreifen in der Mitte des Dorsalschilds. Die Paarung findet auf dem Wirt oder auch abseits, dann aber auf einer festen Oberfläche, statt. Eine Paarung ist für die Befruchtung aller Eier ausreichend. Spätestens nach der Paarung verlässt das Weibchen den Wirt und legt seine Eier auf Hartsubstrat am Gewässergrund ab. Die in Reihen abgelegten Eier werden von einer Substanz umhüllt, die beim Kontakt mit Wasser aushärtet. Weibchen können mehrere Gelege ablegen, müssen dafür aber dazwischen jeweils einen Fisch zur Nahrungsaufnahme aufsuchen, nicht selten bleibt es bei einem Gelege von etwa 400 Eiern. Die Eier sind etwa 0,3 Millimeter lang. Aus dem Ei schlüpft nach ca. 25 bis 50 Tagen ein Larvenstadium, ein Metanauplius (das Naupliusstadium wird noch im Ei durchlaufen), auf das, jeweils nach einer Häutung, neun Juvenilstadien folgen, die in der Morphologie schon den Adulttieren ähneln, alle Stadien sind dabei wie die Adulti blutsaugend auf Fischen. Die Larven schlüpfen in Nordeuropa bei steigenden Wassertemperaturen etwa Ende April bis Anfang Mai. Geschlechtsreife Tiere treten dann ab Ende Juni, mit einem Maximum im Hochsommer, auf. Ab Ende Juli beginnt die neue Eiablage. Überwinterungsstadium ist überwiegend das Ei, wobei aber, auch in Finnland, immer ein gewisser Anteil Adulttiere überwintert. Während in Skandinavien nur eine Generation im Jahr auftritt, können sich in wärmerem Klima mehrere (bis zu drei?) hintereinander im selben Jahr entwickeln.
Adulte Karpfenläuse können 8 bis 14 Tage, frisch geschlüpfte Larven immerhin bis zu 5 Tage ohne Kontakt zu einem Wirt überleben. Einige wenige länger überlebende waren anschließend fast bewegungsunfähig und konnten keinen Fisch mehr erfolgreich erreichen.

## Klinische Erscheinung
Karpfenläuse verletzten die Haut des Fisches beim Festsaugen mittels ihrer Mandibeln, um anschließend mit dem Giftstachel in die entstandene Wunde zu stechen. Beim Stich selbst wird ein Giftsekret in die Wunde injiziert. Dieses Sekret enthält Enzyme, welche beim Wirt das umliegende Gewebe der Einstichstelle zersetzen und den Blutfluss fördern. Während des Blutsaugens werden häufig Bakterien und Viren, die die Fischlaus als Zwischenwirt nutzen, auf den Fisch übertragen. Kennzeichnendes Merkmal sind ruckartige Schwimmbewegungen der Fische als Reaktion auf den Einstich sowie scheuerartige Bewegungen um den Parasiten abzustreifen. Aufgrund der Verletzung der Haut bildet sich an der Einstichstelle ein epidermaler Wall, verbunden mit verstärkter Schleimbildung und entzündlichen Herden. Werden Jungfische von Karpfenläusen befallen, kann bereits ein einziger Parasit tödlich sein.
Karpfenläuse übertragen zudem eine Reihe von Infektionskrankheiten, z. B.  Rhabdovirus carpio, den Überträger der Frühlingsvirämie der Karpfen oder den Koi-Herpesvirus. In Mittel- und Westeuropa ist inzwischen, insbesondere in Intensivzuchtbetrieben, Argulus japonicus allerdings genauso häufig oder sogar häufiger als die heimische Karpfenlaus.